# Валар Моргулис
«Валар Моргулис» (англ. Valar Morghulis) — десятый и финальный эпизод второго сезона фэнтезийного сериала канала HBO «Игра престолов». Это шестой эпизод в сезоне, в котором сценарий написали Дэвид Бениофф и Д. Б. Уайсс, и срежиссирован Аланом Тейлором, четвёртый раз за сезон. Эпизод длится 64 минуты, и его премьера состоялась 3 июня 2012 года.
Название эпизода является кодовой фразой, которую Якен Хгар сказал Арье Старк в течение эпизода; но значение этой фразы не объясняется до эпизода третьего сезона, «Стезя страданий»: «Все люди должны умереть.» Это согласуется со значением, приведённым в книгах, на которых основан сериал.

## Сюжет

### В Королевской Гавани
После решающей победы над Станнисом Баратеоном в битве при Черноводной, король Джоффри (Джек Глисон) награждает своего деда лорда Тайвина Ланнистера (Чарльз Дэнс) званием «Спасителя Королевской Гавани» за помощь в сражении и официально назначает его Десницей короля. За объединение домов Тиреллов и Ланнистеров, союз которых помог одержать победу, лорду Петиру Бейлишу (Эйдан Гиллен) дарят замок Харренхола. Сир Лорас Тирелл просит короля жениться на леди Маргери Тирелл (Натали Дормер), его сестре, и хотя Джоффри настаивает на том, что он связан клятвой с Сансой Старк (Софи Тёрнер), королева-регентша Серсея (Лена Хеди) и великий мейстер Пицель (Джулиан Гловер) утверждают, что боги позволяют ему расторгнуть помолвку из-за предательства отца Сансы, Эддарда Старка. Санса в восторге из-за расторжения помолвки, но Бейлиш предупреждает её, что находясь в Королевской Гавани, она всё ещё остаётся в опасности. Он предлагает следовать его плану, чтобы вернуться в её дом целой и невредимой. Лорд Варис (Конлет Хилл) строит планы против Бейлиша и настраивает против него его партнёршу, проститутку Рос (Эсме Бьянко).
Между тем Тирион Ланнистер (Питер Динклэйдж) приходит в себя после ранения, которое он получил в битве во время предательского покушения на его жизнь. С прибытием лорда Тайвина он отстранён от должности Десницы короля и остался без власти, без союзников, кроме его сквайра, Подрика Пэйна (Дэниел Портман). Лорд Варис сообщает Тириону, что за покушением на его жизнь стоит Серсея, и говорит, что именно Тирион был истинным героем битвы, даже если не получит за это никакой официальной благодарности. Тириона утешает Шая (Сибель Кекилли) и пытается убедить его уйти вместе с ней из Королевской Гавани в Пентос. Несмотря на падение его власти, Тирион отказывается покидать Королевскую Гавань, сказав, что он наконец-то нашёл роль, в которой он преуспевает и наслаждается.

### На Драконьем Камне
В ярости из-за своего неожиданного поражения Станнис Баратеон (Стивен Диллэйн) винит в этом свою Красную Жрицу, Мелисандру (Кэрис ван Хаутен), которая пророчила ему победы, и пытается задушить её в порыве гнева. Он смягчается только после того, как Мелисандра заставляет его по-настоящему осознать его причастность к смерти своего брата Ренли. Станнис признается в том, что готов пожертвовать всем в стремлении стать королём. Заверив Станниса, что это будет того стоить в конце, Мелисандра ведёт его к горящей чаше с углём, и они вместе наблюдают за пляшущим огнём. Станнис смотрит в пламя, он поражён божественными видениями от Владыки Света и снова верит Мелисандре.

### В Западных Землях
Бриенна (Гвендолин Кристи) сопровождает пленного Джейме Ланнистера (Николай Костер-Вальдау) в Королевскую Гавань, чтобы обменять его на Сансу и Арью Старк. В пути они натыкаются на трупы трёх женщин, растерзанных солдатами Старков; трое подошедших солдат узнают в пленнике Бриенны разыскиваемого Цареубийцу. Бриенна убивает их, после чего хоронит покойниц. Когда Джейме выражает своё удивление, Бриенна напоминает ему, что она служит не Дому Старков, а леди Кейтилин.
Между тем король Робб (Ричард Мэдден) признаётся своей матери, Кейтилин (Мишель Фэйрли), что он влюблён в леди Талису (Уна Чаплин) и не будет вступать в брак с одной из дочерей Уолдера Фрея, как обещал ранее. Несмотря на предупреждения Кейтилин о том, что нарушение его клятвы с лордом Фреем безрассудно, Робб женится на Талисе во время скромной церемонии.

### В Винтерфелле
Винтерфелл осажден бастардом Русе Болтона, Рамси. Терпя поражение, Теон Грейджой (Альфи Аллен) отвергает совет мейстера Лювина (Дональд Самптер) покинуть замок по тайным ходам и присоединиться к Ночному Дозору, опасаясь, что Джон Сноу убьёт его за предательство. Он произносит пафосную речь перед своими бойцами, призывая их сражаться до смерти, но Дагмер (Ральф Айнесон) оглушает командира, и его люди передают того в руки Рамси в обмен на помилование. Когда Лювин пытается вмешаться, Дагмер пронзает его копьём. Бран (Айзек Хэмпстед-Райт) и его группа выходят из своего убежища и обнаруживают, что Винтерфелл разграблен и подожжён, а Лювин умирает в Богороще. Раненый Лювин говорит о своей преданности и любви к Старкам. Когда Бран и Рикон (Арт Паркинсон) оказываются вне поля зрения, он просит Ошу (Наталия Тена) облегчить его страдания, и она убивает его. Бран и его группа покидают полуразрушенный и сожженный Винтерфелл, направляясь на Стену.

### На Окраине Харренхола
Арья (Мэйси Уильямс) вместе с Джендри (Джо Демпси) и Пирожком (Бен Хоуки) удаляются от Харренхола. По пути им неожиданно встречается таинственный убийца Якен Хгар (Том Влашиха), который помог им сбежать. Он предлагает Арье отправиться с ним в Браавос, чтобы она могла научиться его искусству, но та отказывается от заманчивого предложения, желая найти свою семью. Тогда Якен передаёт Арье особую монету и учит её фразе «Валар Моргулис»: если Арья захочет найти его, она должна показать монету любому браавосцу и произнести эти слова. Перед прощанием Якен меняет лицо, демонстрируя способности «Безликих», о которых он рассказывал Арье.

### Через Узкое море
Сир Джорах Мормонт (Иэн Глен) и дотракиец Коварро идут с Дейенерис Таргариен (Эмилия Кларк) в Дом Бессмертных, где колдун Пиат Прей (Иэн Ханмор) держит её драконов в плену. Магия колдуна оставляет Джораха и Коварро снаружи, в то время как Дейенерис оказывается в ловушке внутри крепости. Дейенерис поражена видениями таких мест, как Красный Замок, север Стены и Зачарованный лес. Она встречается с кхалом Дрого (Джейсон Момоа) и мертворождённым сыном Рейго, которые в этом видении живы и здоровы. Хотя она не уверена, сон ли это, Дейенерис уходит на зов её драконов. Она обнаруживает их в зале, где они прикованы к постаменту. Появляется Пиат Прей и наколдовывает цепи, которые заковывают Дейенерис. Он объясняет ей, что с появлением её драконов магические силы увеличились, и поэтому ей и драконам придётся остаться у него. Тогда Дейенерис приказывает своим драконам извергать огонь, который убивает Пиата Прея и освобождает её от его магии.
После побега из Дома Бессмертных Дейенерис со своими драконами, оставшимися дотракийцами и сиром Джорахом находят Ксаро Ксоана Даксоса (Нонсо Анози), спящего в постели со служанкой Дейенерис Дореей (Роксанна Макки). Дейенерис понимает, что та предала её, и берёт в плен обоих. Хранилище Ксаро, бахвалившегося своими богатствами, оказывается пустым. Несмотря на мольбы Ксаро и Дореи, Дейенерис приказывает своим людям замуровать их обоих в хранилище, прославившемся своей неприступностью. Для покупки корабля Дейенерис приказывает своим спутникам взять столько добычи из дома Ксаро, сколько смогут.

### За Стеной
Разведчик Ночного Дозора Куорен Полурукий (Саймон Армстронг) и Джон Сноу (Кит Харингтон) по-прежнему в плену у одичалых. Куорен Полурукий провоцирует драку с Джоном Сноу, чтобы убедить одичалых, что Джон предатель, готовый переметнуться к ним. Куорен подстрекает Джона убить его, оскорбляя его мать и память о Неде Старке. Джон убивает Куорена, одичалые освобождают ошарашенного Джона и демонстрируют ему ущелье, где находятся огромные силы одичалых, пообещав ему встречу с их Королём-за-Стеной, Мансом-Налётчиком, бывшим разведчиком Ночного Дозора.
Между тем во время дежурства Сэм (Джон Брэдли), Гренн (Марк Стэнли) и Эдд (Бен Кромптон) слышат тройной сигнал рога, сигналящий о приближении Белых Ходоков. Двое разведчиков убегают, оставив Сэма позади. Его быстро окружают армия упырей и Белый Ходок верхом на нежить-лошади. Белый Ходок видит Сэма, но игнорирует его и приказывает войску идти вперёд. Отрезанный от своих товарищей, Сэм с ужасом наблюдает, как армия идет вперёд по направлению в лагерь Ночного Дозора на Кулаке Первых Людей.

## Производство

### Сценарий

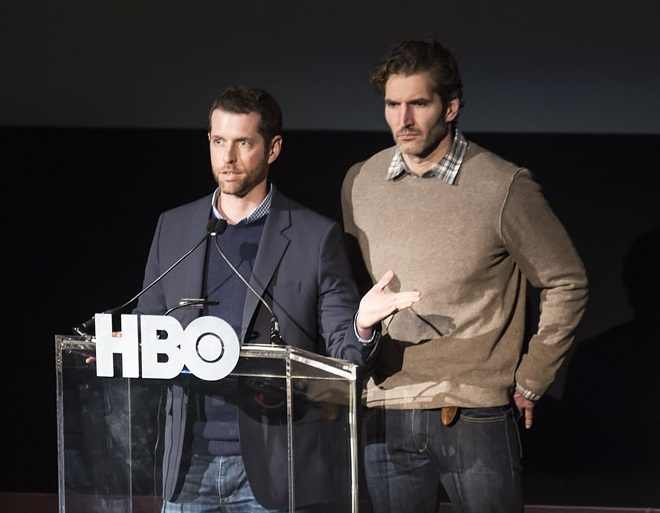
Сценарий к эпизоду написали создатели сериала Дэвид Бениофф и Д. Б. Уайсс.

Сценарий к эпизоду был написан продюсерами Дэвидом Бениоффом и Д. Б. Уайссом (их шестой и последний сценарий за сезон), а режиссёром эпизода стал Алан Тейлор. Это был последний эпизод с участием Тейлора в шоу. Эпизод покрывает главы Тирион XV, Санса VIII, Теон VI, Арья IX, Бран VII, Дейенерис IV и Джон VIII из «Битвы королей» и пролог и главы Джейме I, Тирион I и Джон I из «Бури мечей». Как финал сезона, «Валар Моргулис» слегка расширенный эпизод.

### Съёмки
Башню Минчета в Дубровнике использовали для съёмок Дома Бессмертных.

## Реакция

### Рейтинги
Во время первого показа 3 июня 2012 года, эпизод получил 4.20 миллионов зрителей, что делает его наиболее просмотренным эпизодом до тех пор, пока не вышел третий сезон.

### Реакция критиков
«Валар Моргулис» получил очень положительные отзывы. Мэтт Фоулер из IGN оценил эпизод на 9 из 10. Дэвид Симс из The A.V. Club дал эпизоду отметку «A».

### Награды
Эпизод получил номинацию на премию «Эмми» за лучший грим в сериале, мини-сериале, фильме или программе. Он выиграл премию за лучшие визуальные эффекты.

#### Награды и номинации
| Год  | Награда                                      | Категория                                                                     | Номинант(ы) | Результат |
| ---- | -------------------------------------------- | ----------------------------------------------------------------------------- | --- | --------- |
| 2012 | Творческая премия «Эмми»                     | Лучший сложный грим в сериале, мини-сериале, фильме или специальной программе | Пол Энгелен, Конор О’Салливан и Роб Трентон                                                                                 | Номинация |
| 2012 | Творческая премия «Эмми»                     | Лучшие визуальные эффекты                                                     | Рэйнер Гомбос, Юри Станоссек, Свен Мартин, Стив Куллбак, Ян Фидлер, Крис Стеннер, Тобиас Манневиц, Тило Эверс и Адам Чэйзен | Победа    |
| 2013 | Golden Reel Awards                           | Лучший монтаж звука — диалоги                                                 | | Победа    |
| 2013 | Golden Reel Awards                           | Лучший монтаж звука — звуковые эффекты                                        | | Победа    |
| 2013 | Общество специалистов по визуальным эффектам | Лучшие визуальные эффекты в вещательной программе                             | Рэйнер Гомбос, Стив Куллбак, Свен Мартин, Юри Станоссек                                                                     | Победа    |